# Zbigniew Pierzynka
Zbigniew Kazimierz Pierzynka (ur. 21 października 1951 w Krakowie) – polski lekkoatleta długodystansowiec i maratończyk, mistrz Polski, olimpijczyk.

## Osiągnięcia
Startował na igrzyskach olimpijskich w 1980 w Moskwie, gdzie zajął 26. miejsce w biegu maratońskim. W 1982 zwyciężył w Maratonie Warszawskim. Wystąpił w pierwszym Pucharze Europy w maratonie w 1981 w Agen, lecz nie ukończył biegu.
Był sześciokrotnym mistrzem Polski: w biegu przełajowym na 16 kilometrów w 1974 i na 12 kilometrów w 1977, w biegu na 20 kilometrów w 1978, w biegu na 25 kilometrów w 1979 oraz w biegu maratońskim w 1979 i 1980. Zdobył srebrne medale w biegu przełajowym na 12 kilometrów w 1973 i w biegu maratońskim w 1984 a brązowe w biegu na 5000 metrów w 1974, w biegu na 10 000 metrów w 1975 i 1978, biegu przełajowym na 14 kilometrów w 1979 i w biegu na 20 kilometrów w 1984.
W latach 1973–1981 pięć razy startował w meczach reprezentacji Polski, odnosząc 1 zwycięstwo indywidualne. Był zawodnikiem Krakusa Nowa Huta (1967-1969), Hutnika Nowa Huta (1970-1974) i Wisły Kraków (1974-1986).
Studiował na Wydziale Mechanicznym Politechniki Krakowskiej (1970-1974). Od 1986 do 2004 był pracownikiem milicji, a następnie policji.

## Rekordy życiowe
- bieg na 1000 metrów – 2:25,0 s. (22 lipca 1972, Wałcz)[7]
- bieg na 1500 metrów – 3:44,5 s. (10 lipca 1977, Bydgoszcz)[7]
- bieg na 3000 metrów – 7:55,6 s. (16 czerwca 1974, Warszawa)[7][8]
- bieg na 5000 metrów – 13:40,14 s. (22 sierpnia 1976, Warszawa)[7][9] – 20. wynik w historii polskiej lekkoatletyki[10]
- bieg na 10 000 metrów – 28:35,0 s. (27 czerwca 1975, Bydgoszcz)[7][11]
- bieg maratoński – 2:12:21 s. (6 kwietnia 1986, Dębno)[7][12]